# 中野みき
中野 みき（なかの みき、1月5日 - ）は、近畿地方でタレント活動をしている日本のリポーター、ナレーター。

## 来歴
三重県出身。三重県立長島高等学校卒業。MC企画のボイス部門 → タレント部門に所属していた。
媒体によってはアナウンサーとして紹介されることもある。実際に奈良テレビ (TVN) で担当番組を持っていた頃には、他の派遣アナウンサーたちと同様に同局公式サイトの「アナウンサールーム」にプロフィールページが設けられていた。
結婚後、2008年夏に男児を出産。そして2016年7月に女児を出産し、2児の母になる。

## 出演

### テレビ番組
- 京のまち（KBS京都）
- 自然だいすき（サンテレビ）
- NEWSライン（奈良テレビ） - 火曜・水曜キャスター
- おはよう関西（NHK大阪放送局）
- かんさいニュース1番（NHK大阪放送局） - JR西日本情報担当
- 中央競馬ダイジェスト（KBS京都） - ナレーター
- キラりん滋賀（びわ湖放送、2011年 - 2016年） - 木曜キャスター
- くらしSafety（びわ湖放送） - ナレーター

### ラジオ番組
- GENKI暮らしの情報部（FM GENKI） - 月曜・火曜パーソナリティ[6]
- ラジマート（fm osaka）
- 全力投球!!妹尾和夫です（ABCラジオ、2005年 - 2007年） - 木曜リポーター
- Mama Navigation -ママナビ-（ラジオ関西、2011年 - 2016年）